# Задушное
Заду́шное — село в Новосильском районе Орловской области. Входит в состав Вяжевского сельского поселения.

## География
Расположено на живописном высоком правом берегу реки Зуша в 6 км от районного центра Новосиль, в 2 км от села (бывшего прихода) Ямская слобода.

## История
Письменное упоминание деревни Задушная имеется в Дозорной книге Новосильского уезда за 1614-1615 гг. Поселение могло получить своё название от фамилии первоначального владельца Задугина или от расположенного здесь мужского Свято-Духова монастыря. Если так, то сам монастырь существовал задолго до Задушного поселения. О чём утверждают и священнослужители монастыря. В Писцовой книге Новосильского уезда за 1646 год  Задушное упоминается как вотчина Троицкого монастыря (по названию деревянной церкви Святой Живоначальной Троицы — впоследствии отстроенного каменного Троицкого собора). В 1764 году (после закрытия монастыря) церковь была обращена в приходскую. Отсюда в разное время и различный статус селения — то деревня, то село. Сельцо Задушное относилось к приходу села Ямская Слобода церкви Димитрия Мироточивого.

## Население
| 1857 | 1859  | 1915  | 2002 | 2010 |
| ---- | ----- | ----- | ---- | ---- |
| 1149 | ↗3187 | ↘1800 | ↘329 | ↘249 |

В 1857 году в сельце Задушном насчитывалось 113 человек военного ведомства и 1036 — казённых крестьян. А по спискам населённых мест в 1859 году в селе Задугино числилось: всех жителей 3187 человек (очень большая численность: возможна опечатка в приходских списках), 140 дворов, три церкви, монастырь, Духовное училище и ярмарка. В 1915 году — 1800 человек и 253 двора, имелась церковно-приходская школа.